# Graf van Mathilde van Vlaanderen
Het graf van Mathilde van Vlaanderen bevindt zich sinds haar dood in 1083 in de Abbaye aux Dames in de Franse stad Caen. Dit is de benedictijnerabdij die ze tijdens haar leven had gesticht met haar echtgenoot Willem de Veroveraar. Hoewel het oorspronkelijke praalgraf is verdwenen, zijn het gebeente en een zwarte grafplaat van deze Engelse koningin nog steeds in situ.

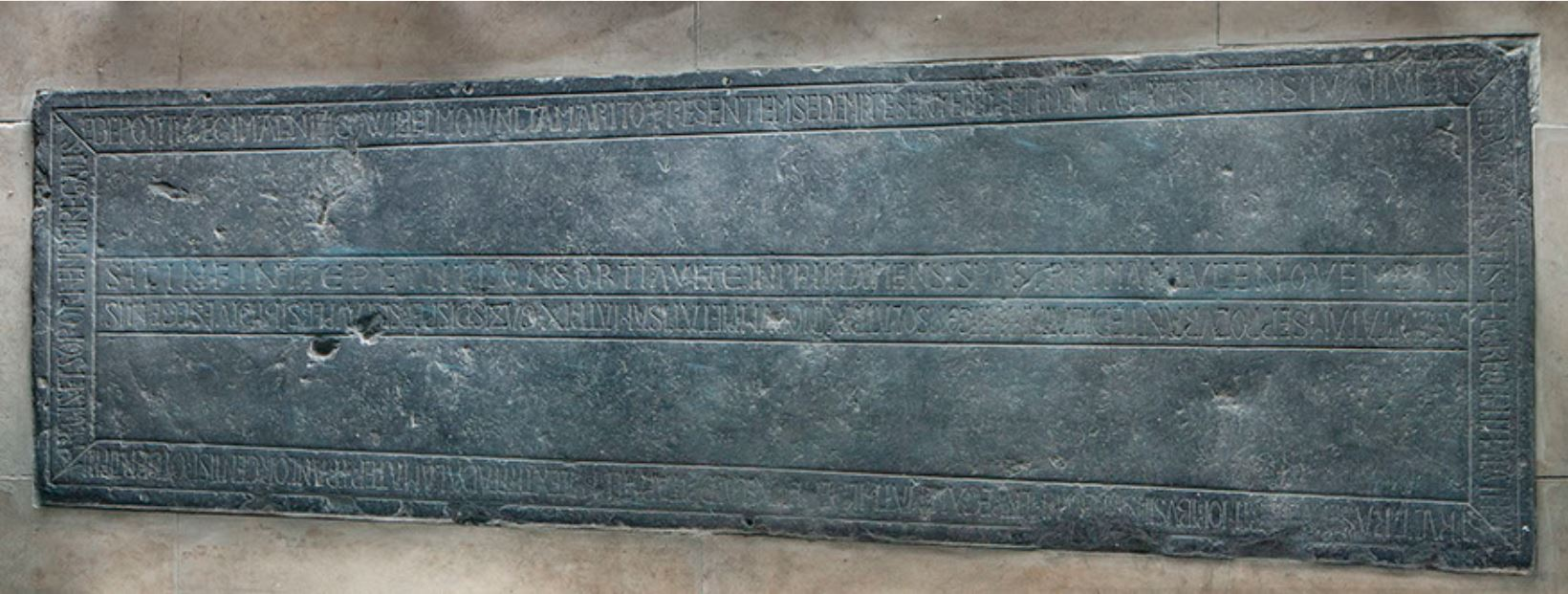
Grafplaat

## Geschiedenis

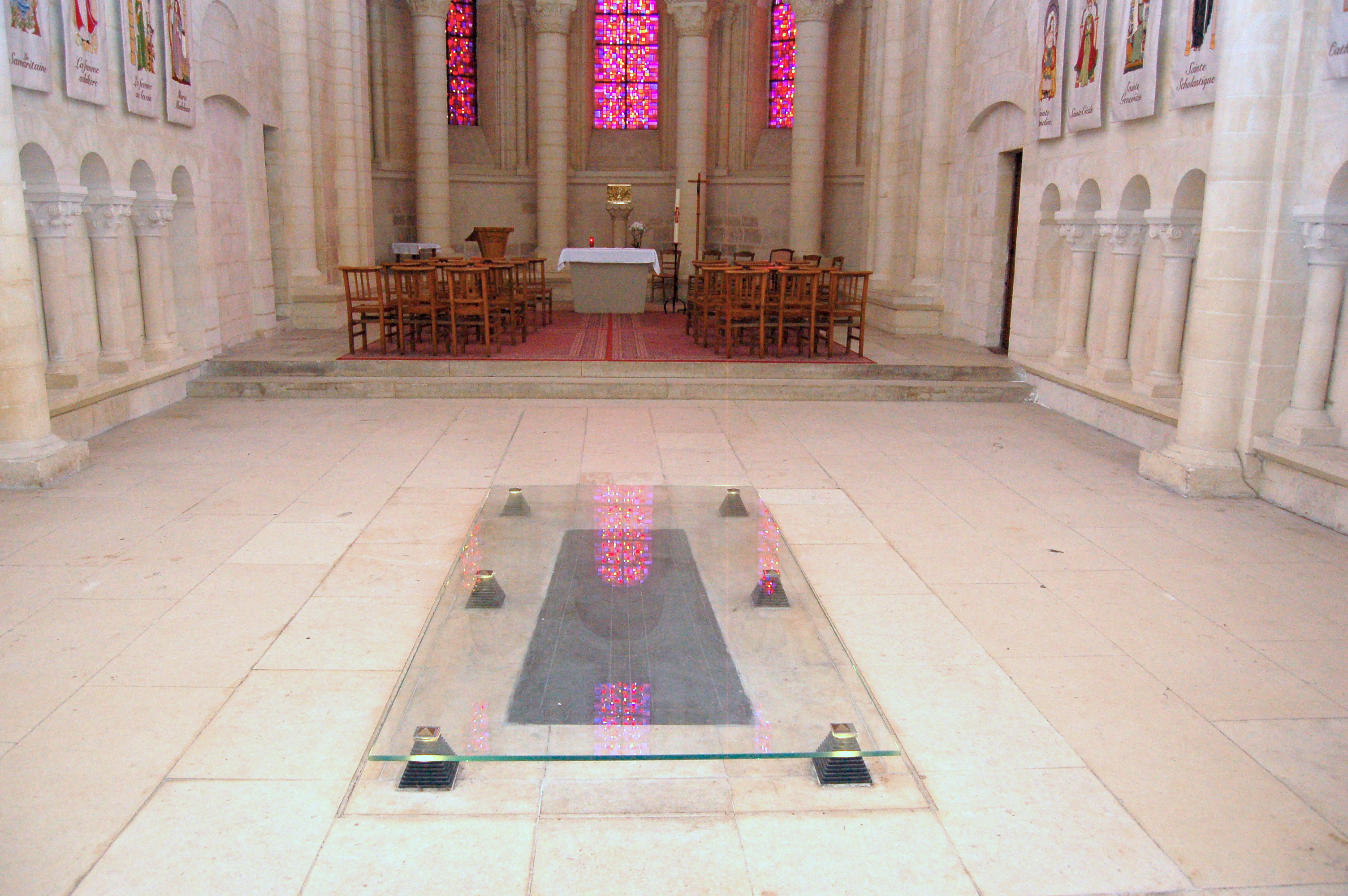
Situering onder glas in het koor

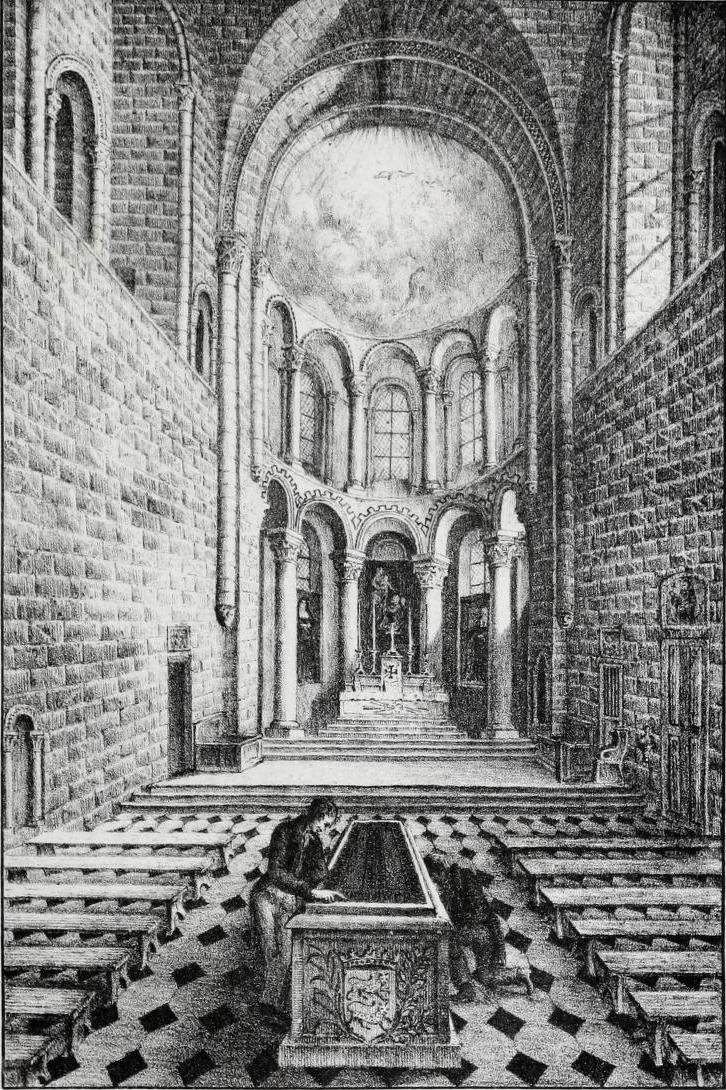
Litho van de 19e-eeuwse graftombe

Het praalgraf van Mathilde werd opgericht in de abdijkerk tussen het lekenschip en het koor. Het was gedecoreerd met een standbeeld en met goud en sieraden. Deze tombe is in 1562 vernield door protestanten, die ook de stenen sarcofaag onder de grond openmaakten. Noch de nonnen, noch enkele aanwezige gezagsdragers konden de vernieling verhinderen, maar ze bekwamen wel dat Mathildes gouden kroningsring met saffier, die in de kist werd aangetroffen, werd afgestaan aan abdis Anne de Montmorency (1554-1588). Zij schonk hem aan haar vader. Het stoffelijk overschot van Mathilde liet ze in een kleine loden kist terugplaatsen. In 1707 zorgde abdis Françoise-Gabrielle de Froullay de Tessé voor een nieuwe tombe boven de rustplaats van de koningin. Deze werd in 1793 opnieuw vernield door revolutionairen, doch zonder de ondergrondse kist te verstoren. De zwarte grafplaat werd overgebracht naar de Abbaye aux Hommes. In 1818-1819 liet prefect Casimir Guyon de Montlivaut de vloer openbreken en werd het stenen graf van Mathilde aangetroffen. Na onderzoek door dokter Dominel werd de loden kist toegemaakt en herbegraven. Ook bracht de prefect de zwarte grafplaat terug, die hij liet integreren in een nieuw mausoleum boven het graf. Van 1959 tot 1964 werd het graf vanwege werken in de abdij overgebracht naar de Banque de France in de Avenue de Verdun. Na de nodige studies op het skelet, werd alles teruggeplaatst in de abdij onder de zwarte ligsteen die rechtstreeks in de vloer werd verwerkt.

## Inscripties
De grafplaat, in zwart gepolijste Doornikse steen, draagt een Latijnse inscriptie in gotische letters. De fraaie verzen moeten geschreven zijn door een non uit de abdij:
EGREGIE PVLCHRI TEGIT HEC STRVCTVRA SEPVLCRI:
MORIBUS INSIGNEM, GERMEN REGALE, MATHILDEM:
DVX FLANDRITA PATER HVIC EXTITIT, ADALA MATER:
FRANCORUM GENTIS ROTBERTI FILIA REGIS:
ET SOROR HENRICI, REGALI SEDE POTITI:
REGI MAGNIFICO WILLELMO IVNCTA MARITO:
PRESENTEM SEDEM, PRESENTEM FECIT ET EDEM:
TAM MVLTIS TERRIS QVAM MVLTIS REBVS HONESTIS:
A SE DITATAM SE PROCVRANTE DICATAM:
HEC CONSOLATRIX INOPVM, PIETATIS AMATRIX:
GAZIS DISPERSIS, PAVPER SIBI, DIVES EGENIS:
SIC INFINITE PETIIT CONSORTIA VITE:
IN PRIMA MENSIS, POST PRIMAM, LVCE NOVEMBRIS
Vertaling (eerder woordelijk): Uitnemendheid waardig, bedekt de architectuur van dit opmerkelijke graf Mathilde, vooraanstaand door haar zeden, van koninklijke afstamming. Ze werd geboren uit haar vader de hertog van Vlaanderen, en uit haar moeder Adala, dochter van koning Rotbertus van het volk der Franken, en zuster van Henricus, bezitter van de koninklijke troon. Samen met haar echtgenoot Willelmus, luisterrijke koning, liet ze de huidige abdij en de huidige kerk maken, die ze zowel vele gronden als vele achtenswaardige zaken verstrekte, en waakte ze over haar inwijding. Troosteres van de onbemiddelden, liefhebster van godvrucht, arm voor zichzelf door de uitdeling van schatten, rijk voor de behoeftigen. Zo zocht ze het gezelschap van het eeuwig leven, bij het eerste licht na de eerste van de maand november.
De tweede tombe, die bestond van 1707 tot 1793, had ook inscripties op de lange zijkanten. De zuidzijde droeg deze tekst:
Reginæ Mathildis preciosos cineres
Qui à furore hereticorum
Servati sunt, linteo piè involutos
Capsula plumbea inclusit et honoris
Causa tumulum hunc humo adaequatum
Non quidem regis apparatu sed
Memori et digno ut potuit cultu.
De andere kant vermeldde het jaartal:
Super his erexit
Ornavitque illustrissima et religiosissima
Domina Gabriela Francisca de Froullay de Tesse
Hujusce monasterii abbatissa
Cujus pietate tam nobile magnificum
Altare fuit Chisto nascenti consecratum
Uno eodemque anno
M. DCC. VII.

## Voetnoten
1. ↑  Charles de Bourgueville, Les Recherches et antiquitez de la province de Neustrie, 1588, p. 174. Gearchiveerd op 6 november 2021.
2. ↑  John Dewhurst, "A Historical Obstetric Enigma: How Tall Was Matilda?", in: Journal of Obstetrics & Gynaecology, 1981, nr. 4, p. 271. DOI:10.3109/01443618109067396
3. ↑  Le jour où on réinhuma la reine Mathilde, Ouest-France, 26 december 2015. Gearchiveerd op 5 november 2021.
4. ↑  CIFM 22, 16, p. 51-54